# غراند رابيدس (أوهايو)
غراند رابيدس (بالإنجليزية: Grand Rapids, Ohio)‏ هي منطقة سكنية تقع في الولايات المتحدة في مقاطعة ود، أوهايو. يقدر عدد سكانها بـ 965 نسمة ومساحتها 2.51 كم2 و وترتفع عن سطح البحر 201 متر.

## التركيبة السكانية
قام مكتب تعداد الولايات المتحدة بتحديد بيانات التركيبة السكانية لغراند رابيدس في تعداد الولايات المتحدة. في ما يلي، التركيبة السكانية حسب تعدادي 2000 و2010.

### تعداد عام 2000
بلغ عدد سكان غراند رابيدز 7,764 نسمة بحسب تعداد عام 2000، وبلغ عدد الأسر 3,446 أسرة وعدد العائلات 1,943 عائلة مقيمة في المدينة. في حين سجلت الكثافة السكانية 1,057.8 نسمة لكل ميل مربع (408.4/كم2). وبلغ عدد الوحدات السكنية 3,621 وحدة بمتوسط كثافة قدره 493.3 نسمة لكل ميل مربع (190.5/كم2).
وتوزع التركيب العرقي للمدينة بنسبة 95.53% من البيض و 1.93% من الأمريكيين الأصليين و 0.71% من الأمريكيين ذوي الأصول الآسيوية و 0.03% من سكان جزر المحيط الهادئ و 0.28% من الأمريكيين الأفارقة و 1.13% من عرقين مختلطين أو أكثر.
بلغ عدد الأسر 3,446 أسرة كانت نسبة 25.6% منها لديها أطفال تحت سن الثامنة عشر تعيش معهم، وبلغت نسبة الأزواج القاطنين مع بعضهم البعض 41.5% من أصل المجموع الكلي للأسر، ونسبة 11.8% من الأسر كان لديها معيلات من الإناث دون وجود شريك، وكانت نسبة 43.6% من غير العائلات. تألفت نسبة 38.1% من أصل جميع الأسر من أفراد ونسبة 20.4% كانوا يعيش معهم شخص وحيد يبلغ من العمر 65 عاماً فما فوق. وبلغ متوسط حجم الأسرة المعيشية 2.82، أما متوسط حجم العائلات فبلغ 2.15.
بلغ العمر الوسطي للسكان 41 عاماً. وكانت نسبة 22.1% من القاطنين تحت سن الثامنة عشر، وكانت نسبة 10.0% بين الثامنة عشر والأربعة وعشرون عاماً، ونسبة 23.9% كانت واقعةً في الفئة العمرية ما بين الخامسة والعشرون حتى والأربعة وأربعون عاماً، ونسبة 21.0% كانت ما بين الخامسة والأربعون حتى الرابعة والستون، ونسبة 23.0% كانت ضمن فئة الخامسة والستون عاماً فما فوق. يوجد لكل 100 أنثى 87.0 ذكر، ويوجد لكل 100 أنثى في الثامنة عشر من عمرها فما فوق 81.7 ذكر.
بلغ متوسط دخل الأسرة في المدينة 28,991 دولار، أما متوسط دخل العائلة فبلغ 39,468 دولار. وكان متوسط دخل الذكور 36,035 دولار مقابل 20,759 دولار للإناث. وسجل دخل الفرد الخاص بالمدينة 17,223 دولار. وكانت نسبة 9.2% من العائلات ونسبة 11.2% من السكان تحت خط الفقر، وكان من هؤلاء نسبة 15.1% تحت سن الثامنة عشر ونسبة 6.4% في الخامسة والستين من العمر وما فوق.

### تعداد عام 2010
بلغ عدد سكان غراند رابيدز 10,869 نسمة بحسب تعداد عام 2010، وبلغ عدد الأسر 4,615 أسرة وعدد العائلات 2,633 عائلة مقيمة في المدينة. في حين سجلت الكثافة السكانية 481.8 نسمة لكل ميل مربع (186.0/كم2). وبلغ عدد الوحدات السكنية 4,910 وحدة بمتوسط كثافة قدره 217.6 لكل ميل مربع (84.0/كم2).
وتوزع التركيب العرقي للمدينة بنسبة 94.6% من البيض و 1.9% من الأمريكيين الأصليين و 0.6% من الأمريكيين ذوي الأصول الآسيوية و 0.6% من الأمريكيين الأفارقة و 2.0% من عرقين مختلطين أو أكثر.
بلغ عدد الأسر 4,615 أسرة كانت نسبة 26.6% منها لديها أطفال تحت سن الثامنة عشر تعيش معهم، وبلغت نسبة الأزواج القاطنين مع بعضهم البعض 41.1% من أصل المجموع الكلي للأسر، ونسبة 12.4% من الأسر كان لديها معيلات من الإناث دون وجود شريك، بينما كانت نسبة 3.6% من الأسر لديها معيلون من الذكور دون وجود شريكة وكانت نسبة 42.9% من غير العائلات. تألفت نسبة 36.5% من أصل جميع الأسر من أفراد ونسبة 17.1% كانوا يعيش معهم شخص وحيد يبلغ من العمر 65 عاماً فما فوق. وبلغ متوسط حجم الأسرة المعيشية 2.84، أما متوسط حجم العائلات فبلغ 2.20.
بلغ العمر الوسطي للسكان 42 عاماً. وكانت نسبة 22.2% من القاطنين تحت سن الثامنة عشر، وكانت نسبة 8.5% بين الثامنة عشر والأربعة وعشرون عاماً، ونسبة 22.4% كانت واقعةً في الفئة العمرية ما بين الخامسة والعشرون حتى والأربعة وأربعون عاماً، ونسبة 26% كانت ما بين الخامسة والأربعون حتى الرابعة والستون، ونسبة 20.8% كانت ضمن فئة الخامسة والستون عاماً فما فوق. وتوزع التركيب الجنسي للسكان بنسبة 47.5% ذكور و52.5% إناث.